# Черносвитов, Владимир Михайлович
Владимир Михайлович Черносвитов (27 февраля 1917 года, город Петроград — 1991) — советский писатель, кинодраматург, коллектор, техник-геолог. Член Союза писателей СССР (1962).

## Биография
Владимир Михайлович родился 27 февраля 1917 года в городе Петрограде. Владимир Черносвитов ещё подростком стал летом на каникулах ездить рабочим с геологоразведочными партиями на Урал, в Среднюю Азию, на Дон… После школы в 1936—1938 годах работал на Колыме и Чукотке старшим коллектором и техником-геологом. В 1938 году поступил в военное училище, откуда осенью 1939 года в составе сводного курсантского батальона добровольцем ушёл на фронт войны с белофиннами, где получил первое тяжёлое ранение.
В Великую Отечественную войну Владимир Михайлович Черносвитов участвовал в битвах под Москвой, Сталинградом и на Курской дуге. Командовал разведывательными, лыжными и десантными подразделениями. Начал лейтенантом, закончил гвардии майором. Имеет боевые награды.
В 1948 году Владимир Михайлович был уволен из армии как инвалид Великой Отечественной войны. Занялся журналистикой — писал театральные обозрения, литературные портреты, рецензии.
Владимир Михайлович Черносвитов награждён Почётными грамотами Политуправления СА, Министерства ВД СССР, командующего ДКБФ, командующего ПрибВО и рядом медалей и знаков.
Последние годы Владимир Михайлович жил и работал в Ростове-на-Дону.
Умер В.М. Черносвитов в 1991 году.

## Творчество
В 1950 году Владимир Михайлович Черносвитов начал литературную деятельность. В 1955 году Воениздат выпустил первую книжку В.М. Черносвитова  «Мелкое дело», которая стала автору «пропуском» в Литературный институт имени М. Горького.
В 1956 году в газете «Красная звезда» печаталась его повесть «Голубая стрела», затем она вышла отдельной книгой в Воениздате. По повести был поставлен одноименный художественный фильм «Голубая стрела». Позднее В.М. Черносвитовым были написаны сценарии художественных и документальных фильмов. Владимир Михайлович Черносвитов был принят в Союз кинематографистов СССР.
Владимир Михайлович — писатель «своей», военно-патриотической, темы. Его излюбленные герои — люди отважных и опасных профессий: чекисты, моряки, летчики, пограничники, водолазы.
Книги В. М. Черносвитова издавались в Болгарии, ГДР, Венгрии, Чехословакии, Канаде, Китае и других странах.

## Произведения В.М. Черносвитова
Отдельные издания
- Мелкое дело: Рассказы. — М.: Воениздат, 1953. — 151 с. — (Б-ка воен. приключений).
- Мелкое дело: Рассказы. — М.: Воениздат, 1955. — 168 с. — (Б-ка воен. приключений).
- Мелкое дело: Рассказы. — М.: Воениздат, 1958. — 168 с. — (Б-ка воен. приключений).
- Мелкое дело: Рассказы. — М.: Воениздат, 1959. — 168 с. — (Б-ка воен. приключений).
- Голубая стрела: Повесть. — М.: Воениздат, 1956. — 112 с., ил. — (Б-ка воен. приключений).
- Щит Родины: Рассказы. — Львов: Кн.-журн. изд-во, 1957. — 358 с.
- Тайник старого замка: Повесть. — Калининград: Кн. изд-во, 1970. — 175 с., ил.

## Публикации в коллективных сборниках
- На незримом рубеже: Повесть. — В кн.: Граница не знает покоя. — Львов, 1959. — С. 45—72.
- На незримом рубеже: Повесть. — В кн.: Граница не знает покоя. — М., 1961. — С. 211—334.
- Следы теряются в море. — В кн.: На тропах пограничных: Очерки и рассказы. — Львов, 1963. — С. 90—115.
- Сюрприз неизвестного: Рассказ. — В кн.: Дивизион, которого не было. — Калининград, 1972. — С. 118—152.